# 高锝酸钾
高锝酸钾是一种无机化合物，化学式为KTcO4。有放射性（因為锝有放射性，钾-40同位素也有放射性）。在核医学中有所应用。

## 物理性质
高锝酸钾是无色固体，在500℃变为黄色。

## 制备
- 七氧化二锝和氢氧化钾反应：{\displaystyle \mathrm {TcO_{7}+2\;KOH\longrightarrow 2\;KTcO_{4}+H_{2}O} }
- 高锝酸和碳酸钾反应：{\displaystyle \mathrm {2\,HTcO_{4}+K_{2}CO_{3}\longrightarrow 2\,KTcO_{4}+H_{2}O+CO_{3}} }
- 高锝酸和硝酸钾反应：解析失败 (SVG（MathML可通过浏览器插件启用）：从服务器“http://localhost:6011/zh.wikipedia.org/v1/”返回无效的响应（“Math extension cannot connect to Restbase.”）：): {\displaystyle \mathrm{HTcO_4 + KNO_3 \longrightarrow KTcO_4 + HNO_3}}
- 锝、硝酸和过氧化氢反应：{\displaystyle \mathrm {2\;Tc+2\;HNO_{3}+6\;H_{2}O_{2}\longrightarrow 2\;HTcO_{4}+2\;NO_{2}\uparrow +6\;H_{2}O} }
- 锝和硝酸反应：{\displaystyle \mathrm {Tc+7\;HNO_{3}\longrightarrow HTcO_{4}+7\;NO_{2}\uparrow +3H_{2}O} }